# Chi Lục lạc

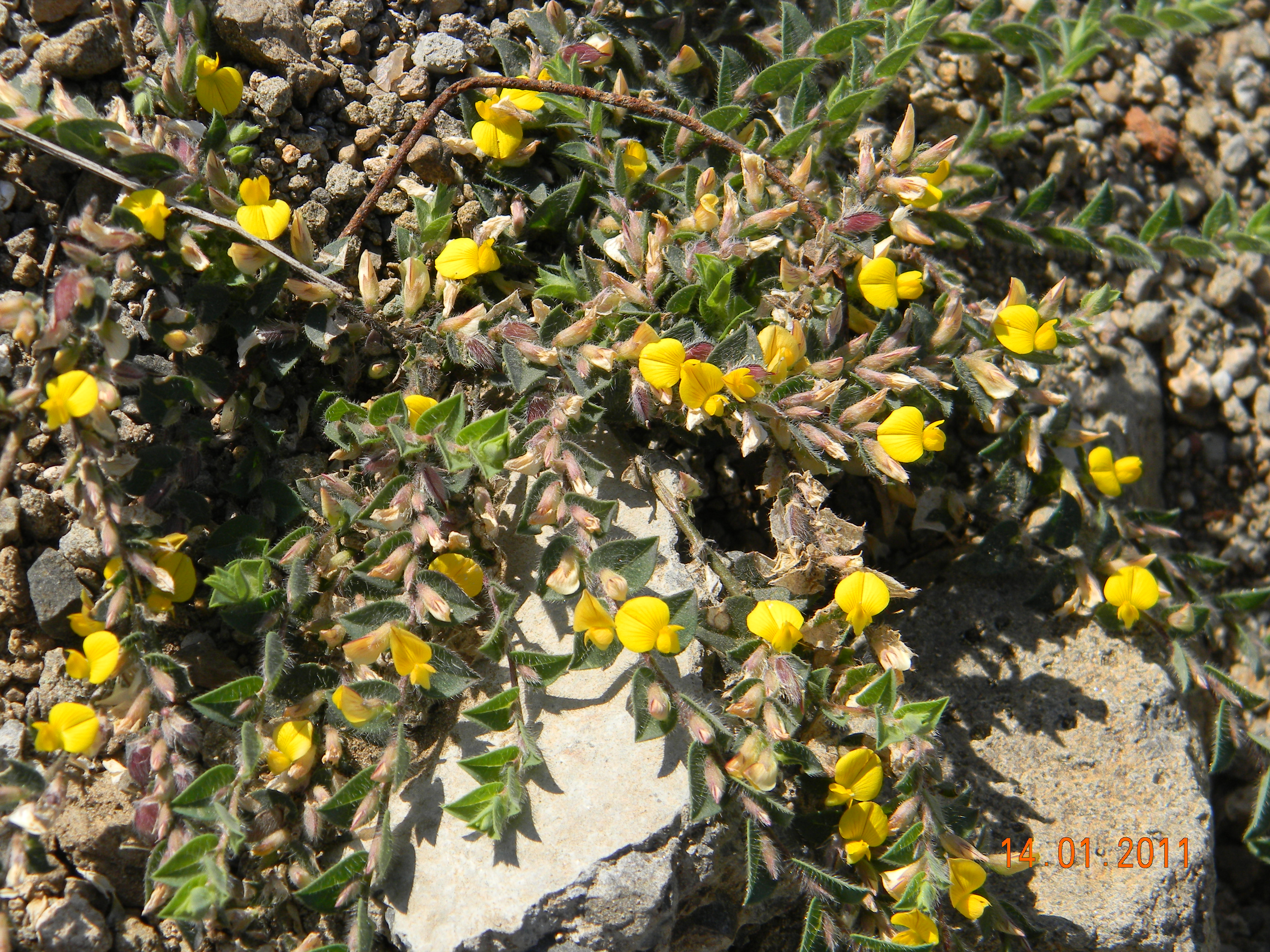
Rattlepod

Crotalaria là một chi thực vật bao gồm các loài thân thảo và cây bụi thân gỗ trong họ Đậu. Chi này có khoảng 600 loài hoặc hơn phân bố trên khắp thế giới, hầu hết ở các vùng nhiệt đới; có ít nhất 500 loài ở châu Phi.

## Hình ảnh

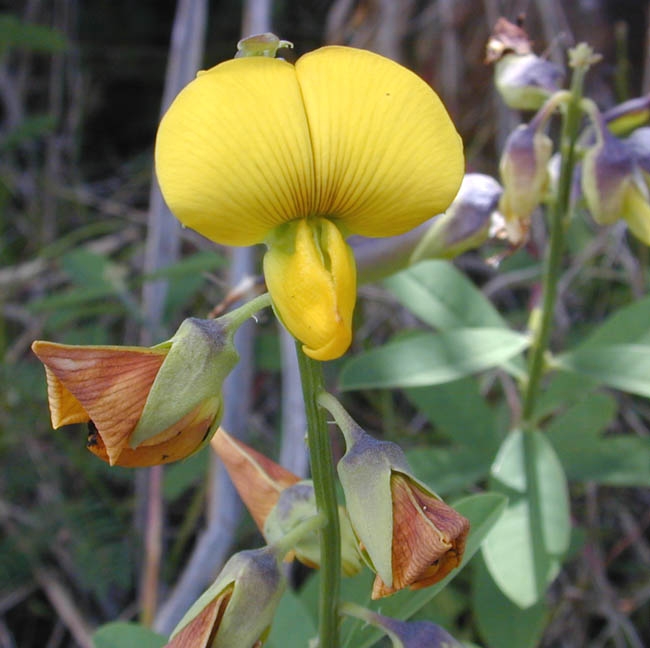
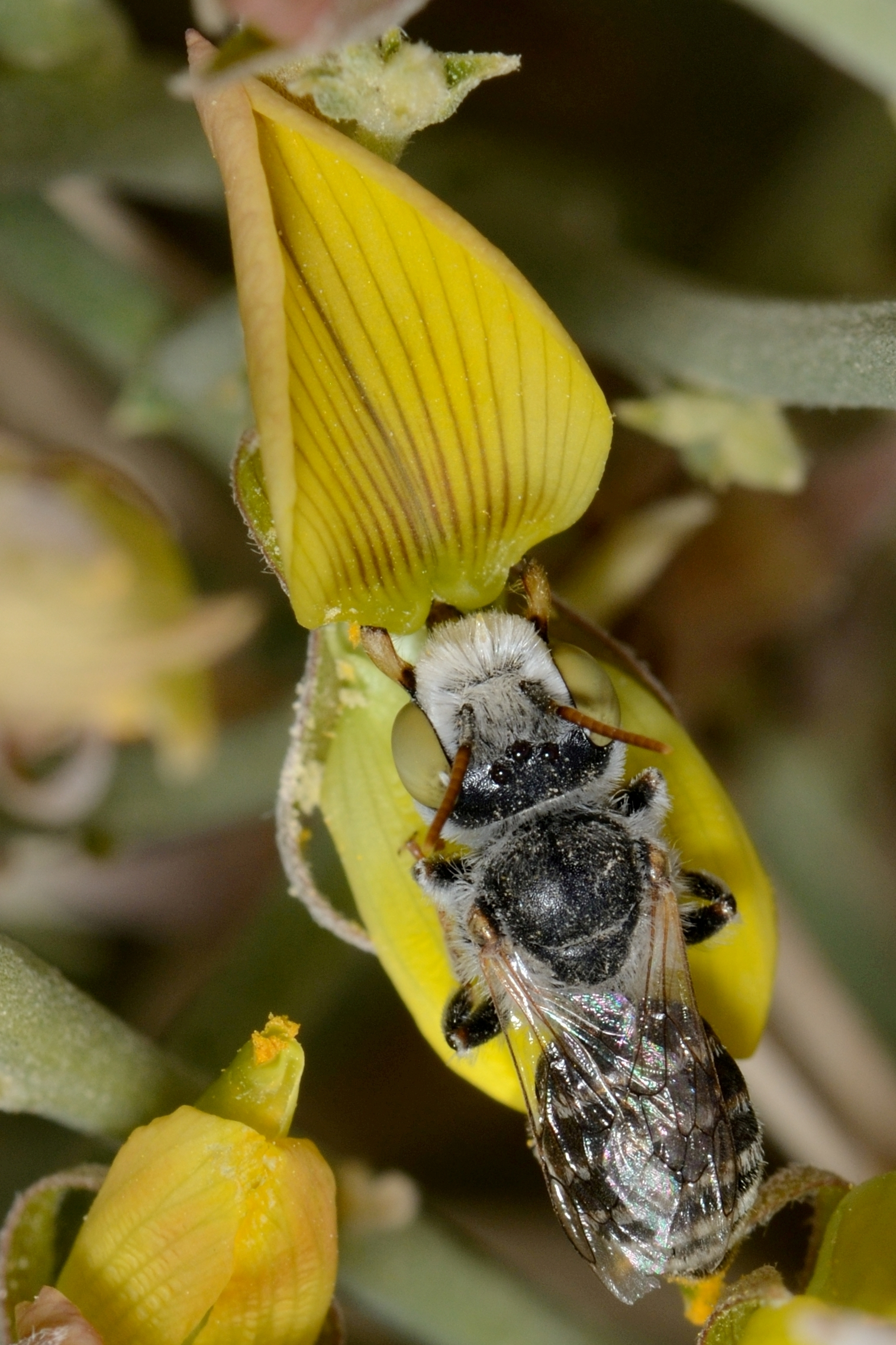
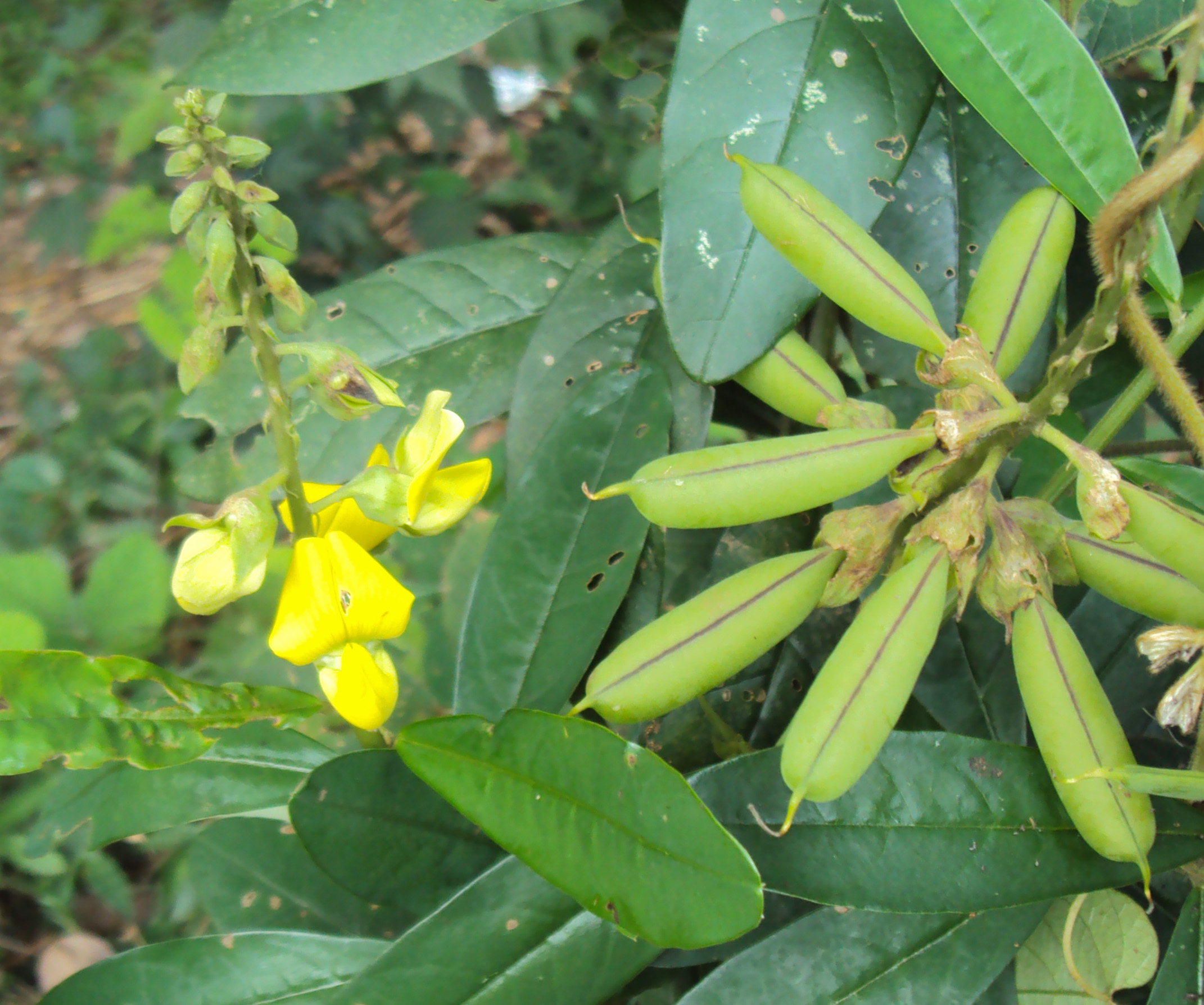
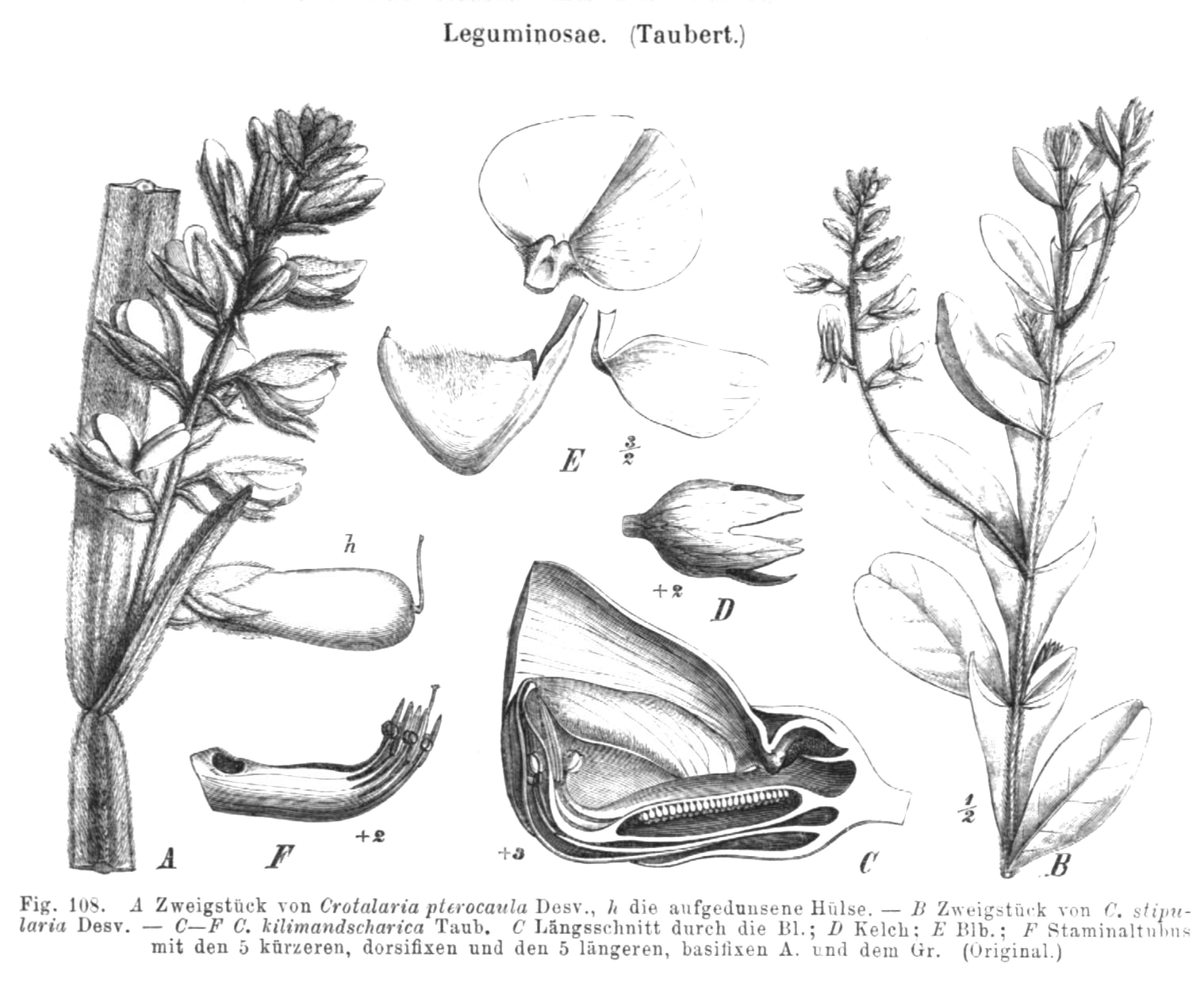